# Ядро Пуассона
Ядро Пуассо́на — ядро, используемое для решения двумерного уравнения Лапласа с учетом граничных условий Дирихле в единичном круге. Ядро можно представить как производную функции Грина для уравнения Лапласа. Ядро названо в честь С. Пуассона.
Ядро Пуассона играет важную роль в комплексном анализе, поскольку интеграл от ядра Пуассона — интеграл Пуассона — расширяет функцию, определённую на единичной окружности, до гармонической функции, определённой на единичном круге. По определению гармонические функции являются решениями уравнения Лапласа, и — в двумерном случае — эквивалентны мероморфным функциям. Таким образом, двумерная задача Дирихле, по сути, аналогична задаче о нахождении мероморфного продолжения функции, заданной на границе области. Также можно расширить определения ядра Пуассона на n-мерный случай.
Ядра Пуассона обычно находят применение в теории управления и в электростатике.

## Ядро Пуассона в двумерном случае
На комплексной плоскости ядро Пуассона {\displaystyle P_{r}(\theta )} задаётся формулой
{\displaystyle P_{r}(\theta )=\sum _{n=-\infty }^{\infty }r^{|n|}e^{in\theta }={\frac {1-r^{2}}{1-2r\cos \theta +r^{2}}}=\operatorname {Re} \left({\frac {1+re^{i\theta }}{1-re^{i\theta }}}\right),\ \ \ 0\leq r<1.}
Эту формулу можно рассматривать с двух сторон: как функцию {\displaystyle r(\Theta )} или как семейство функций {\displaystyle \Theta _{r}} при {\displaystyle 0\leq r<1.}
Если область {\displaystyle D} такова, что {\displaystyle D=\{z:|z|<1\}} — единичный круг в комплексном Лебеговом пространстве и если функция {\displaystyle f} задана в области {\displaystyle D}, то функция
{\displaystyle u(re^{i\theta })={\frac {1}{2\pi }}\int _{-\pi }^{\pi }P_{r}(\theta -t)f(e^{it})\,\mathrm {d} t,\ \ \ 0\leq r<1}
является гармонической функцией в области {\displaystyle D.}
Так как граничные условия функции {\displaystyle u} совпадают с граничными условиями функции {\displaystyle f}, то при {\displaystyle r\rightarrow 1\ \ P_{r}(\theta )} задаёт свёртку в пространстве {\displaystyle L^{p}(T).}
Свёртки с таким приближением показывают пример суммирования ядра для рядов Фурье в пространстве {\displaystyle L^{1}.} Пусть функция {\displaystyle f\in L^{1}(T)} имеет ряд Фурье {\displaystyle \{f_{k}\}.} После преобразований Фурье свёртка {\displaystyle P_{r}(\theta )} умножается на ряд {\displaystyle \{r^{k}\}\in L^{1}(Z).}